# Li Huasheng
Li Huasheng (chino simplificado: 李华生; Hanyu Pinyin: Lǐ Huáshēng) (Yibin, 1944 - 2018) fue un artista chino de Yibin en la provincia de Sichuan. Recibió su primera formación artística en una de las salas de cultura de Chongqing. Conoció a Chen Zizhuang en 1972 y estudió pintura tradicional china con él, dominando su estilo en solo cuatro años.
La fama de Li fue tan grande que en 1980 fue invitado a exhibir su arte para el líder supremo chino Deng Xiaoping. En 1985 fue elegido miembro honorario de la Academia de Bellas Artes de Sichuan, y al año siguiente fue aceptado en la Academia de poesía, caligrafía y pintura de Sichuan.
La vida de Li ha sido narrada extensamente en Contradicciones: vida artística, el estado socialista y el pintor chino Li Huasheng de Jerome Silbergeld y Gong Jisui, y se ha dicho que su vida "[resume] el camino del artista en la China socialista".

## Exposiciones

### Exposiciones individuales
2016
- Li Huasheng: The Meditation Room, Mayor Gallery, Londres, Reino Unido
- Li Huasheng, Art Basel, Centro de exposiciones y convenciones de Hong Kong, Hong Kong, China

2014
- Li Huasheng: proceso, mente y paisaje, Ink Studio, Beijing, China

2010
- Show para 10 Art Cases, Shanghai 800 Art Zone, Shanghái, China

2006
- Li Huasheng: Nuevas pinturas literarias, Bellas artes de Alisan, Hong Kong, China

2005
- Li Huasheng, Bellas Artes de Alisan, Hong Kong, China

1998
- Li Huasheng: un artista individualista, Centro Cultural Chino, San Francisco, EE. UU.; Bellas Artes Alisan, Hong Kong, China

1992
- Exposición individual, Museo Nacional de Singapur, Singapur

1991
- Exposición individual, Galería Hanart, Taipéi, Taiwán
- Exposición individual, Ayuntamiento de Hong Kong, Hong Kong

1987
- Exposición individual, Harvard Art Museums, Cambridge; Galería de Arte de la Universidad de Yale, New Haven; Museo de Arte de la Universidad de Míchigan, Ann Arbor; Galería de Arte Henry, Universidad de Washington, Seattle; y el Instituto de Arte de Detroit, Detroit, EE. UU.

1984
- Exposición individual, Du Fu Thatched Cottage, Chengdu, China

### Grandes Exposiciones Colectivas
2017
- Arroyos y montañas sin fin: tradiciones paisajísticas de China, Museo Metropolitano de Arte, Nueva York, EE. UU.

2013
- Arte con tinta: pasado como presente en la China contemporánea, Museo Metropolitano de Arte, Nueva York, EE. UU.

2010
- La Gran Abstracción Celestial: Arte Chino en el Siglo XXI, Museo Nacional de Arte de China, Beijing, China; Galería Katherine E. Nash, Universidad de Minnesota, Minneapolis, EE. UU.

2007
- Una tradición redefinida: pinturas en tinta china modernas y contemporáneas de la colección Chu-tsing Li 1950-2000, Museos de arte de Harvard, Cambridge; Museo de Arte de Phoenix, Phoenix; Museo de Arte Spencer, Lawrence; Museo de Arte Norton, West Palm Beach, EE. UU.

2005
- Metafísica 2005 - Blanco y negro, Museo de Arte de Shanghái, Shanghái, China
- Pintura en tinta contemporánea coreana-china, Museo de Arte de Seúl, Seúl, Corea del Sur
- Tinta y papel: exposición de arte chino contemporáneo, Museo de arte de Guangdong, Guangdong, China; Kunsthalle, Weimar, Alemania

2001
- 1er espacio para el trabajo contemporáneo con tinta: China: 20 años de experimento con tinta 1980-2001, Museo de Arte de Guangdong, Guangzhou, China

1995
- Pintura china del siglo XX: tradición e innovación, Museo de Arte de Hong Kong, Hong Kong; Museo de Arte de Singapur, Singapur; Museo Británico, Londres, Reino Unido; Museum für Ostasiatische Kunst, Colonia, Alemania.

1983-85
- Pintura china contemporánea: una exposición de la República Popular China, Centro de Cultura China, San Francisco; Museo de Arte de Birmingham, Birmingham; Sociedad de Asia, Nueva York; Museo de Arte Herbert F. Johnson, Universidad de Cornell, Ithaca; Museo de Arte de Denver, Denver; Museo de Arte de Indianápolis, Indianápolis; Museo de Arte Nelson-Atkins, Kansas City; Museo de Arte de la Universidad, Universidad de Minnesota, Minneapolis, EE. UU.

1981
- Ríos y montañas se asemejan a pinturas: exposición de pinturas de diez personas, Museo Nacional de Arte de China, Beijing, China

## Colecciones seleccionadas
- Museo Nacional de Arte de China, Pekín, China
- Museo de Arte de Shanghái, Shanghái, China
- Museo de Arte de Guangdong, Cantón, China
- Museo de Arte He Xiangning — Terminal de Arte Contemporáneo OCT, Shenzhen, China
- Museo M+, Hong Kong, China
- El Museo Metropolitano de Arte, Nueva York, EE. UU[3]
- El Instituto de Arte de Chicago, Chicago, EE. UU[4]
- Museo de Arte del Condado de Los Ángeles, Los Ángeles, EE. UU[5]
- Museos de Arte de Harvard, Cambridge, EE. UU.[6]
- Galería de arte de la Universidad de Yale, Newhaven, EE. UU.[7]
- Galería de Arte Henry, Universidad de Washington, Seattle, EE. UU[8]
- Museo Británico, Londres, Reino Unido[9]